# RWS Overijssel
RWS Overijssel was de regionale dienst van Rijkswaterstaat die werkte in de provincie Overijssel. Het beheersgebied omvatte het landelijk hoofdwegennet in deze provincie en het scheepvaartbeheer op de Twentekanalen en op de Vecht totdat dit laatste aan de provincie Overijssel werden overgedragen.

## Geschiedenis van de organisatie
De dienst is op 1 januari 1995 door de fusie met de toenmalige regionale directies RWS Gelderland opgegaan in de directie RWS Oost-Nederland. Ook daarvoor zijn er fusies en splitsingen van Rijkswaterstaatsdiensten geweest, waarbij de dienst in Overijssel is samengegaan met zowel RWS Drenthe als RWS Gelderland.
Vanaf 1803 heetten die diensten districten, vanaf 1903 werd de naam directie.
De verschillende namen voor de regionale waterstaatsdienst in Overijssel sedert de oprichting waren:
| Sinds:          | Naam van de organisatie                                    | Gebied                                     |
| --------------- | ---------------------------------------------------------- | ------------------------------------------ |
| 25 juli 1800    | departement van de Oude IJssel                             | Overijssel, Zuid Friesland en Zuid Drenthe |
| 1 november 1803 | 4e district: Groningen, Schokland, Friesland en Overijssel | (alleen voor de zeehavens en zeegaten)     |
| 1 mei 1808      | 6e district: Overijssel en Zuid-Drenthe                    | Overijssel en Zuid-Drenthe                 |
| 1 april 1811    | departement des Bouches de l'Issel                         | Overijssel                                 |
| 6 mei 1814      | 6e (provisionele) district                                 | Overijssel                                 |
| 1 januari 1817  | 6e district: Overijssel                                    | Overijssel                                 |
| 1 april 1849    | 4e district: Overijssel                                    | Overijssel                                 |
| 1 april 1882    | 3e en 4e district: Drenthe en Overijssel                   | Drenthe en Overijssel                      |
| 1 juli 1903     | 5e directie: Overijssel en Drenthe                         | Drenthe en Overijssel                      |
| 1 januari 1918  | 5e directie: Overijssel                                    | Overijssel                                 |
| 1 mei 1918      | directie Gelderland en Overijssel                          | Overijssel en Gelderland                   |
| 1 mei 1935      | directie Overijssel                                        | Overijssel                                 |
| 1 mei 1937      | directie Overijssel en Drenthe                             | Drenthe en Overijssel                      |
| 1 oktober 1956  | directie Overijssel                                        | Overijssel                                 |
| 1 januari 1995  | directie Oost-Nederland                                    | Overijssel en Gelderland                   |